# Hans Gram

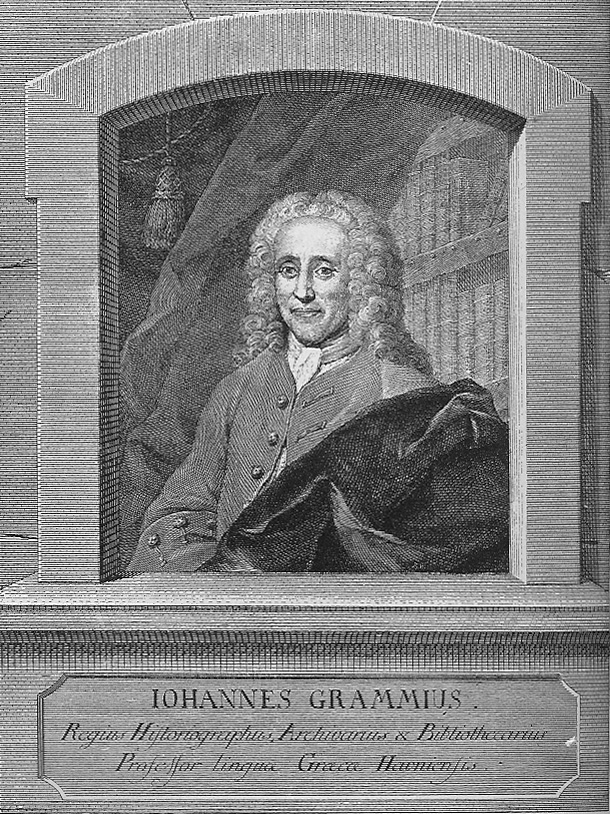
Hans Gram

Hans Gram (28 oktober 1685 - 19 februari 1748) was een Deens filoloog en geschiedkundige. Hij geldt als de grondlegger van het moderne geschiedeniswetenschap in Denemarken. 
Hans Gram werd in 1714 professor Grieks. Hij stond tot ver buiten de grenzen van Denemarken bekend als een vooraanstaand classicus. Gram publiceerde in 1722 zijn uit meerdere delen bestaande werk "Nucleus latinitatis - quo pleraeque Romani sermonis voces, ex classicis auctoribus aureae argenteaeque aetatis, ordine etymologico adductae et interpretatione vernacula expositae comprehendentur". 
Van 1730 tot 1748 leidde hij de koninklijke bibliotheek. Op 13 november 1742 stichtte hij samen met Johan Ludvig von Holstein op bevel van koning Christian VI. het "Collegium Antiquitatum", de voorloper van de huidige Koninklijke Deense Akademie van Wetenschappen.

## Werken
- Hans Gram: Nucleus latinitatis - quo pleraeque Romani sermonis voces, ex classicis auctoribus aureae argenteaeque aetatis, ordine etymologico adductae et interpretatione vernacula expositae comprehendentur, Reykjavik